# Marchen 〜キミが今笑っている、眩いその時代に…〜
『Märchen 〜キミが今笑っている、眩いその時代に…〜』（メルヒェン きみがいまわらっている、まばゆいそのじだいに）は、Sound Horizonの6作目のDVD作品。Blu-ray作品としては3作目となる。2011年7月27日にキングレコードから発売された。

## 概要
アルバム『Märchen』の発売と共に2010年から2011年に開催されたコンサートツアー「Sound Horizon 7th Story Concert Märchen 〜キミが今笑っている、眩いその時代に…〜」の様子をDVD化。コンサートの映像は最終公演のものを中心に、各日の映像が合わさった構成となっている。
シングル『イドへ至る森へ至るイド』とアルバム『Märchen』の収録曲をひとつにした形で収録されており、MCやアンコールなどの収録はされていない。2011年3月〜5月に公開された劇場映画「7th Story Concert Märchen 〜キミが今笑っている、眩いその時代に…〜」とは別の公演のものを収録しているため、出演者に一部違いがある（後述）。
2枚組となっているが映像の差異はなく、音声規格の違いのみとなっている。Disc1は5.1ch Dolby Digital（5.1サラウンド）、Disc2は2ch Linear PCM対応。
作品の世界観に合わせ、Disc1は“Disc Erste”、Disc2は“Disc Zweite”とドイツ語で表記されており、エンディングクレジット等もすべてドイツ語となっている。
同年5月20日にはコンサートの様子を収めた写真集『Memorial Issue Sound Horizon 7th Story Concert Märchen 〜キミが今笑っている、眩いその時代に…〜』も発売されている。

## 収録曲
1. 光と闇の童話
2. この狭い鳥籠の中で
3. 彼女が魔女になった理由
4. 宵闇の唄
5. 火刑の魔女
6. 黒き女将の宿
7. 硝子の棺で眠る姫君
8. 生と死を別つ境界の古井戸
9. 薔薇の塔で眠る姫君
10. 青き伯爵の城
11. 磔刑の聖女
12. 暁光の唄

## 出演者
この節では2011年3月〜5月に公開された劇場映画「7th Story Concert Märchen 〜キミが今笑っている、眩いその時代に…〜」劇場用スペシャル3Dバージョンについても記載する。

### DVD・Blu-ray版
- Märchen von Friedhof
- 彩乃かなみ
- MIKI
- 桐山和己
- 小林さゆみ
- REMI
- Jimang
- 黒沢ともよ
- 鈴木結女
- Ceui
- 木下マカイ（井上あずみの代役）
- 石井千夏
- 下川みくに
- 栗林みな実
- 大塚明夫
- Joelle
- Sascha

### 劇場映画版
- Märchen von Friedhof
- 彩乃かなみ
- MIKI
- 桐山和己
- 小林さゆみ
- REMI
- Jimang
- 黒沢ともよ
- 鈴木結女
- Ceui
- 井上あずみ
- 石井千夏
- 下川みくに
- 栗林みな実
- 阿部裕（大塚明夫の代役）
- Joelle
- Sascha